# Ribekredsen
Ribekredsen var en valgkreds (eller opstillingskreds) i Ribe Amtskreds indtil Strukturreformen trådte ikraft i 2007. Afstemningsområderne i kommunerne: Ribe og Bramming, indgår fremover som en del af Esbjerg Omegnskredsen, mens afstemningsområderne i Helle Kommune indgår som en del af Vardekredsen. Eneste undtagelse herfra er afstemningsområdet Grimstrup, der nu indgår i Esbjerg Omegnskreds.
Den 8. februar 2005 var der 29.023 stemmeberettigede vælgere i kredsen.
Kredsen rummede flg. kommuner og valgsteder::
1. Bramming Kommune
  1. Bramming
  2. Darum
  3. Gørding
  4. Hunderup
  5. V. Nykirke
  6. Vejrup
2. Helle Kommune
  1. Agerbæk
  2. Fåborg
  3. Grimstrup
  4. Næsbjerg
  5. Starup
  6. Årre
  7. Øse
3. Ribe Kommune
  1. Farup
  2. Hjortlund
  3. Hviding
  4. Jernved
  5. Kalvslund
  6. Mandø
  7. Obbekjær
  8. Ribe
  9. Roager
  10. Seem
  11. Spandet
  12. Vilslev
  13. Ø.Vedsted